# Chevrolet Vega
För andra betydelser, se Vega.

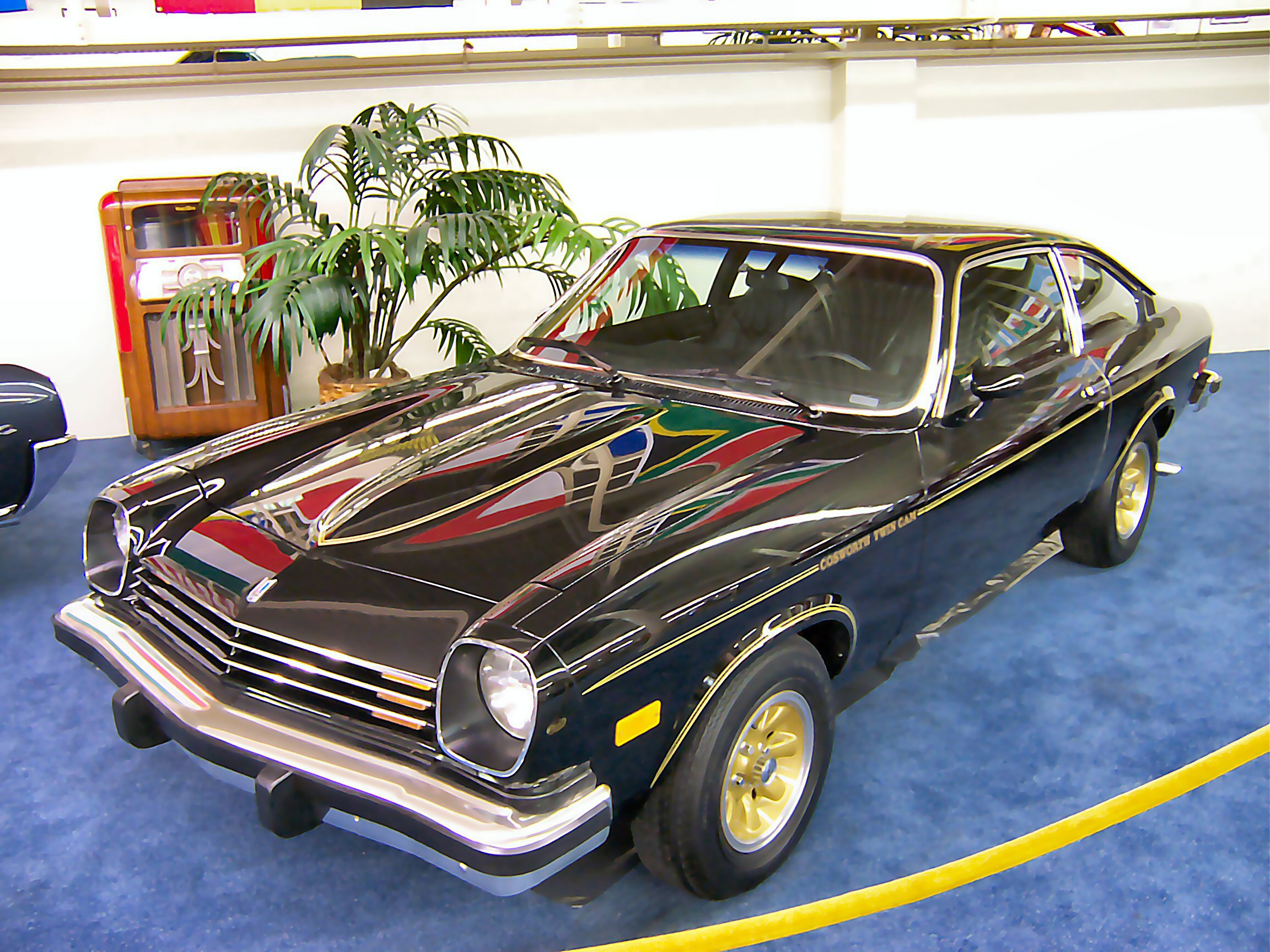
Chevrolet Cosworth Vega

Chevrolet Vega är en liten (med dåvarande amerikanska mått mätt) bilmodell som tillverkades av Chevrolet mellan 1970 och 1977. Den baserades på GM:s H-plattform som delades med flera bilmodeller i de olika GM-divisionerna, bland annat den sportigare Chevrolet Monza.

## Bakgrund
I slutet av 1960-talet hade de amerikanska biltillverkarna börjat märka av konkurrensen från importerade europeiska bilar. Många av importbilarna var mindre och billigare än de amerikanska modellerna och efterfrågan på sådana bilar gjorde att även General Motors ville ta fram något som kunde konkurrera i samma klass. Chevrolet och Pontiac planerade varsin mindre bil, men det landade i att Chevrolets design användes för båda märkena. 
1968 presenterades konceptet och det skulle bli en bil som vägde mindre än en Volkswagen Typ 1 och hade en motor av aluminium. Själva konstruktionen var väldigt konventionell, med motorn fram, drivning bak och stel bakaxel. För att hålla ner priset saknade bilen en del detaljer. Till exempel fick den inte de krockskyddande balkar i dörrarna som övriga modellprogrammet hade.

## Problem
Den nya motorn som konstruerades med motorblock i aluminium och topplock i gjutjärn var på 2,3 liter med fyra cylindrar. Tyvärr visade det sig snart att den var känslig för överhettning. Allt fungerade bra så länge volymen på kylvätska och motorolja hölls på rätt nivå. Men otäta ventiltätningar på många exemplar gjorde att vätskenivåerna sjönk utan att bilförarna märkte det. 
Vid en överhettning förstördes topplockspackningen och även beläggningen på cylinderloppens yta skadades. Det ledde till att många motorer måste bytas ut. I efterhand konstruerades motorn om för att bli mindre känslig. En varningslampa för låg kylvätskenivå monterades, även på befintliga bilar. 